# فالدنبورغ (ساكسونيا)
والدنبرغ زاكسن (بالألمانية: Waldenburg, Saxony) هي بلدة ألمانية تقع في ساكسونيا في ألمانيا. يقدر عدد سكانها بـ 4,529 نسمة .

## المدن التوأمة
مدن Warthausen و نويليس ليه فيرميليس هي مدن توأمة لـوالدنبرغ زاكسن.

## أعلام
- ثيودور هيل
- ألفرد ريدر